# Maddalena di Sassonia
Maddalena di Sassonia (Dresda, 7 marzo 1507 – Berlino, 25 gennaio 1534) fu per nascita principessa di Sassonia e divenne magravia di Brandeburgo per matrimonio.

## Famiglia
Era figlia del duca Giorgio di Sassonia (1471-1539), e di sua moglie Barbara (1478 - 1534), figlia del re Casimiro IV di Polonia. Maddalena venne allevata dai suoi genitori nella fede cattolica.

## Matrimonio
Il 6 novembre 1524 a Dresda, sposò il principe elettore Gioacchino II di Brandeburgo (1505-1571). Su espressa richiesta del padre della sposa, la cerimonia fu celebrata dal vescovo di Magonza.
Dal matrimonio nacquero sette figli:
- Giovanni Giorgio (1525 - 1598), principe elettore di Brandeburgo, sposò in prime nozze nel 1545 la principessa Sofia di Legnica; in seconde nozze nel 1548 la principessa Sabina von Brandenburg-Ansbach e in terze nozze nel 1577 la principessa Elisabetta di Anhalt-Zerbst.
- Barbara (1527 - 1595), sposò nel 1545 il duca Giorgio II di Brieg.
- Elisabetta (1° aprile 1528 - 20 agosto 1529).
- Federico (1530-1552), arcivescovo di Magdeburgo.
- Alberto (15 febbraio 1532 - 16 febbraio 1532), gemello di Georgia.
- Giorgio (15 febbraio 1532 - 15 febbraio 1532), gemello di Alberto.
- Paolo (4 gennaio 1534 - 4 gennaio 1534).

## Morte
Morì all'età di 26 anni poco dopo la nascita del suo ultimo figlio. 
Un anno dopo il suo vedovo si risposò con Edvige di Polonia.

## Ascendenza
|                         |                       |                                | Genitori                      |  |  | Nonni |  |  | Bisnonni                |  |  | Trisnonni              |  |
|                         |                       |                                |                               |  |  |       |  |  | Federico II di Sassonia |  |  | Federico I di Sassonia |  |
|                         |                       |                                |                               |  |  |       |  |  | Federico II di Sassonia |  |  | Federico I di Sassonia |  |
|                         |                       | Caterina di Brunswick-Lüneburg |                               |  |  |       |  |  | Federico II di Sassonia |  |  |                        |  |
| Alberto III di Sassonia |                       |                                |                               |  |  |       |  |  | Federico II di Sassonia |  |  |                        |  |
|                         |                       | Margherita d'Austria           | Ernesto I d'Asburgo           |  |  |       |  |  |                         |  |  |                        |  |
|                         |                       | Margherita d'Austria           | Ernesto I d'Asburgo           |  |  |       |  |  |                         |  |  |                        |  |
|                         |                       | Margherita d'Austria           | Cimburga di Masovia           |  |  |       |  |  |                         |  |  |                        |  |
| Giorgio di Sassonia     |                       | Margherita d'Austria           |                               |  |  |       |  |  |                         |  |  |                        |  |
|                         |                       | Giorgio di Boemia              | Vittorino I di Poděbrady      |  |  |       |  |  |                         |  |  |                        |  |
|                         |                       | Giorgio di Boemia              | Vittorino I di Poděbrady      |  |  |       |  |  |                         |  |  |                        |  |
|                         |                       | Giorgio di Boemia              | Anna di Wartenberg            |  |  |       |  |  |                         |  |  |                        |  |
| Sidonia di Boemia       |                       | Giorgio di Boemia              |                               |  |  |       |  |  |                         |  |  |                        |  |
|                         |                       | Cunegonda di Sternberg         | Smil di Sternberg             |  |  |       |  |  |                         |  |  |                        |  |
|                         |                       | Cunegonda di Sternberg         | Smil di Sternberg             |  |  |       |  |  |                         |  |  |                        |  |
|                         |                       | Cunegonda di Sternberg         | Barbara di Pardubice          |  |  |       |  |  |                         |  |  |                        |  |
| Maddalena di Sassonia   |                       | Cunegonda di Sternberg         |                               |  |  |       |  |  |                         |  |  |                        |  |
|                         | Ladislao II Jagellone | Algirdas                       |                               |  |  |       |  |  |                         |  |  |                        |  |
|                         | Ladislao II Jagellone | Algirdas                       |                               |  |  |       |  |  |                         |  |  |                        |  |
|                         | Ladislao II Jagellone | Uliana di Tver'                |                               |  |  |       |  |  |                         |  |  |                        |  |
| Casimiro IV di Polonia  | Ladislao II Jagellone |                                |                               |  |  |       |  |  |                         |  |  |                        |  |
|                         |                       | Sofia Alšėniškė                | Andrea Olshansky              |  |  |       |  |  |                         |  |  |                        |  |
|                         |                       | Sofia Alšėniškė                | Andrea Olshansky              |  |  |       |  |  |                         |  |  |                        |  |
|                         |                       | Sofia Alšėniškė                | Alexandra Drucka              |  |  |       |  |  |                         |  |  |                        |  |
| Barbara Jagellona       |                       | Sofia Alšėniškė                |                               |  |  |       |  |  |                         |  |  |                        |  |
|                         |                       | Alberto II d'Asburgo           | Alberto IV d'Asburgo          |  |  |       |  |  |                         |  |  |                        |  |
|                         |                       | Alberto II d'Asburgo           | Alberto IV d'Asburgo          |  |  |       |  |  |                         |  |  |                        |  |
|                         |                       | Alberto II d'Asburgo           | Giovanna di Baviera-Straubing |  |  |       |  |  |                         |  |  |                        |  |
| Elisabetta d'Asburgo    |                       | Alberto II d'Asburgo           |                               |  |  |       |  |  |                         |  |  |                        |  |
|                         |                       | Elisabetta di Lussemburgo      | Sigismondo di Lussemburgo     |  |  |       |  |  |                         |  |  |                        |  |
|                         |                       | Elisabetta di Lussemburgo      | Sigismondo di Lussemburgo     |  |  |       |  |  |                         |  |  |                        |  |
|                         |                       | Elisabetta di Lussemburgo      | Barbara di Cilli              |  |  |       |  |  |                         |  |  |                        |  |
|                         |                       | Elisabetta di Lussemburgo      |                               |  |  |       |  |  |                         |  |  |                        |  |